# Familles von Petersdorff
von Petersdorff Petersdorff est le nom de deux familles nobles qui ne sont pas apparentées et qui ont des armoiries différentes. Les deux familles se sont ensuite largement répandues, notamment dans  le Mecklembourg, le Brunswick, la Prusse et le Danemark.
Les branches des familles continuent d'exister et sont organisées en une association familiale commune depuis 1904 et 1968 respectivement.

## Histoire

### La famille Petersdorff de la Marche
Les Petersdorff de la Marche ont probablement leur maison ancestrale près de Lebus et sont mentionnés pour la première fois dans un document le 15 janvier 1304 avec Heyno van Peterstorp à Wittmannsdorf près de Templin. La lignée familiale continue commence avec Peter Peterstorp qui, en 1364, vend au chapitre de la cathédrale de Lebus (de) six hectares à Willmersdorf.
Pour Leo von Petersdorff (1830-1904), auquel son épouse Tusnelda von Campen (1836-1897), la dernière de la lignée des von Campen (de), attribue en 1863 les domaines héréditaires de Kirchberg et Ildehausen dans l'arrondissement de Gandersheim (de), une union de noms de Mecklembourg-Strelitz von Petersdorff-Campen est prononcée le 16 février 1887 à Neustrelitz. Tous les membres de la famille vivant aujourd'hui sont issus de ces derniers et s'appellent von Petersdorff-Campen.
Jusqu'au XIXe siècle, la famille possède des terres et des biens immobiliers dans le Brandebourg, la Poméranie, le Mecklembourg, la Silésie et Lauenbourg. Le manoir de Kirchberg appartient toujours à la famille.

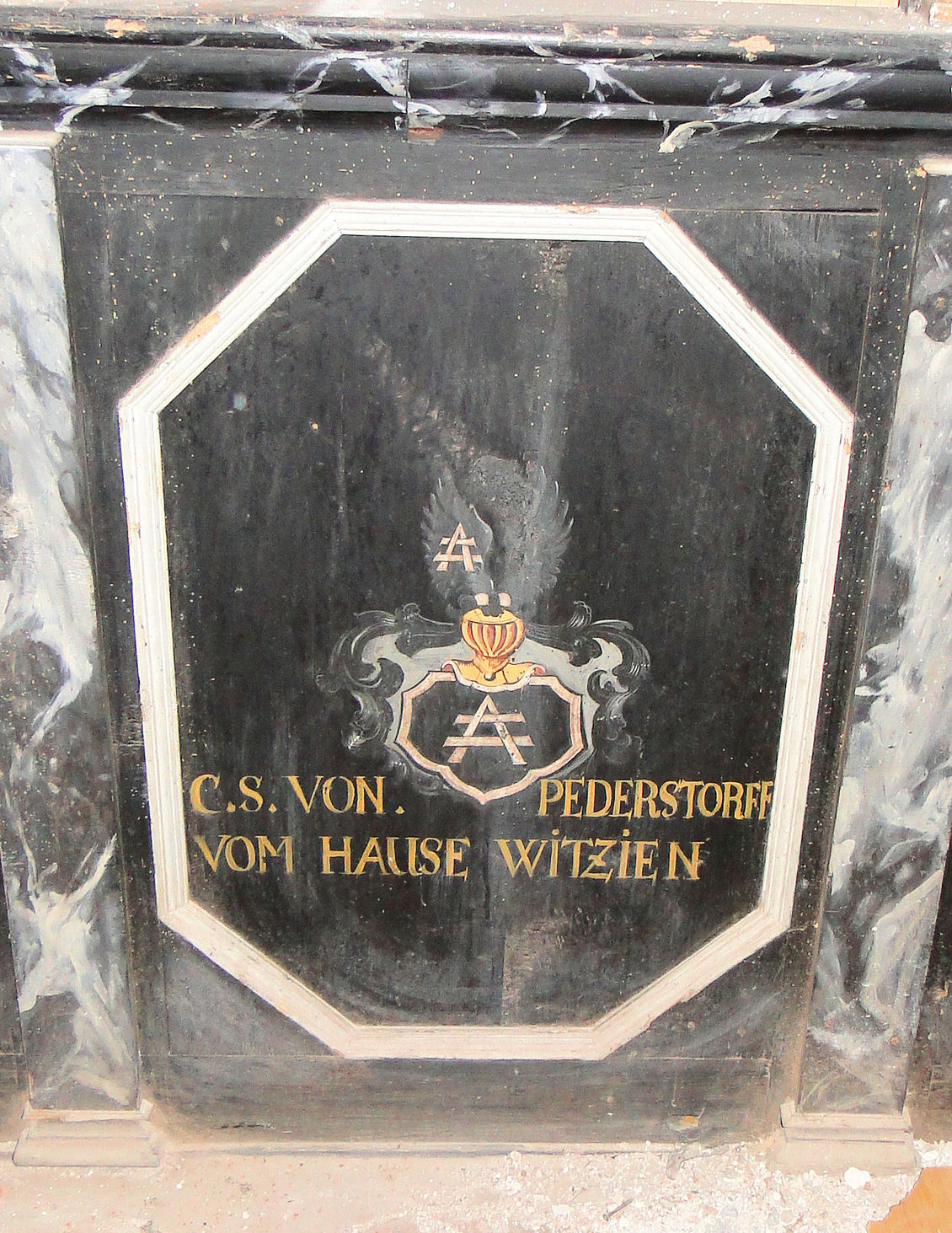
Armoiries de Pederstorff sur la loge de prière de la galerie des religieuses de l'église de l'abbaye de Dobbertin (2011).

Dans le Mecklembourg, les von Pederstorff vivent dans leur intégralité pendant quatre générations. C'est de là qu'ils continuent à migrer vers l'ouest et le sud 200 ans plus tard. Comme ils ne signent pas l'Union des États en 1523, ni participent à l'attribution des monastères en 1572, ils ne sont pas non plus considérés comme faisant partie de la noblesse indigène du pays Ils exercent l'indigénat durant cette période.
Bogislav Ernst von Petersdorff, né avant 1630 à Ziesendorf près de Schwaan, appartient à la 1re maison mecklembourgeoise. Il acquit Brüel en 1660. Le 12 février 1658, il se marie à Brüel  avec Anna Margaretha von Warnstädt (de), originaire de Bibow (de). Outre Ziesendorf (746 ha), il possède de 1701 à 1713 des biens à Lüsewitz (1408 ha) et à Gustävel avec Schönlage (1355 ha). Il est conseiller ducal de Mecklembourg, assesseur de la cour et gouverneur de Lübz et Crivitz. Sa dalle funéraire se trouve dans l'église de la ville de Brüel (de). Son fils Levin Detlef, né à Brüel en 1662, est mort en Moravie en 1685 comme lieutenant du duc de Brunswick-Lunebourg pendant la guerre contre les Turcs. Son épitaphe se trouve dans l'église de la ville de Brüel.
Hans von Petersdorff auf Witzin (de) fait partie de la seconde maison mecklembourgeoise. Il se marie deux fois et a 33 enfants et petits-enfants. Constamment sur les routes en service de guerre, il acquiert Witzin (426 ha) en 1625 et Lübzin (600 ha) en 1651 avec droits sur Boitin. En 1627, il est au service du Mecklembourg en tant qu'ambassadeur Rittmeister auprès de Wallenstein en Bohême. Son onzième fils, Hans Georg von Petersdorf, né en 1642 à Witzin, est proviseur de l'abbaye de Dobbertin de 1682 à 1691.
Dans le registre d'inscription de l'abbaye de Dobbertin de 1696 à 1918, il y a quatre entrées par les filles des familles von Petersdorff de 1711 à 1872 pour l'admission au couvent des femmes nobles locales. Le blason de la conventuelle Catharina Sophia von Petersdorffen de la branche de Witzin, arrivée à l'abbaye en 1747, se trouve sur la loge de prière sud de la galerie des religieuses dans l'église de l'abbaye.

### La famille poméranienne Petersdorff
Les Petersdorff de Poméranie sont mentionnés pour la première fois avec Gisbertus et Wilhelmus de Petirsdorf en 1298 à l'Université de Bologne. Dès le XVe siècle, on trouve des traces des branches de Jacobsdorf, Großenhagen et Buddendorf, nommées d'après les domaines principaux et ne pouvant pas être intégrées dans une lignée cohérente sûre.
Les Petersdorff poméraniens sont initialement riches exclusivement en Poméranie-Orientale, principalement dans l'arrondissement de Naugard (de). Au début du XXe siècle, la famille y possède encore Buddendorf (649 ha), Burow (172 ha), Grossenhagen (790 ha), Jacobsdorf, Korkenhagen (155 ha), Lütkenhagen (515 ha), Matzdorf, Puddenzig (468 ha), Resehl (699 ha) et Speck.
De la branche de Buddendorf, le chambellan danois Christian von Petersdorff (1762-1813) est élevé au rang de comte féodal danois le 20 juin 1810, après que son oncle par alliance, le comte féodal Ulrik Wilhelm de Roespstorff, lui cède ses biens à Kørup (de) et Einsidelsborg (de). La maison danoise s'éteint avec Paul Ludvig de Petersdorff, († 1919) dans la lignée masculine.
Les branches de Jacobsdorf et Grossenhagen existent toujours.

## Armes

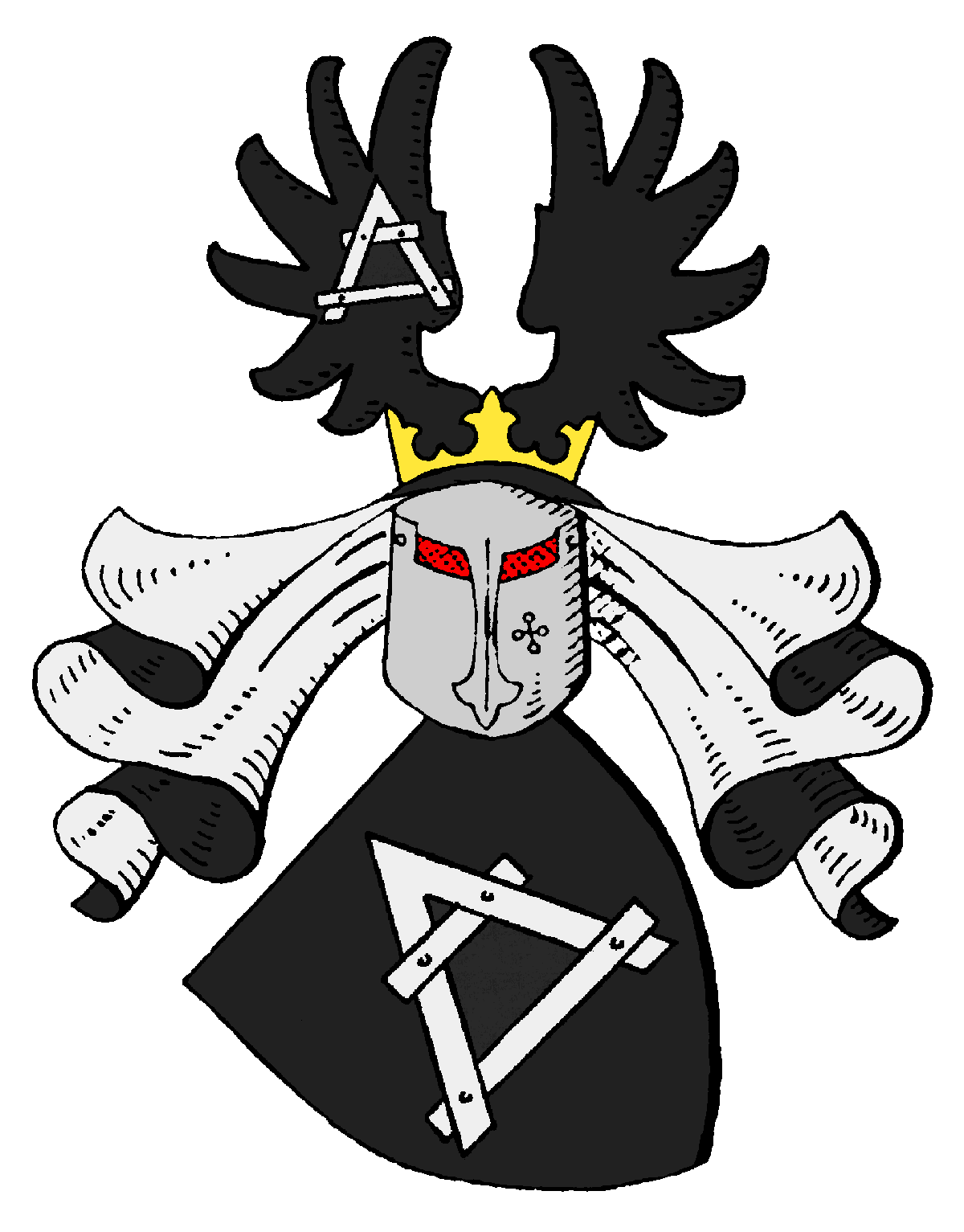
Armoiries de la famille von Petersdorff (Brandebourg).

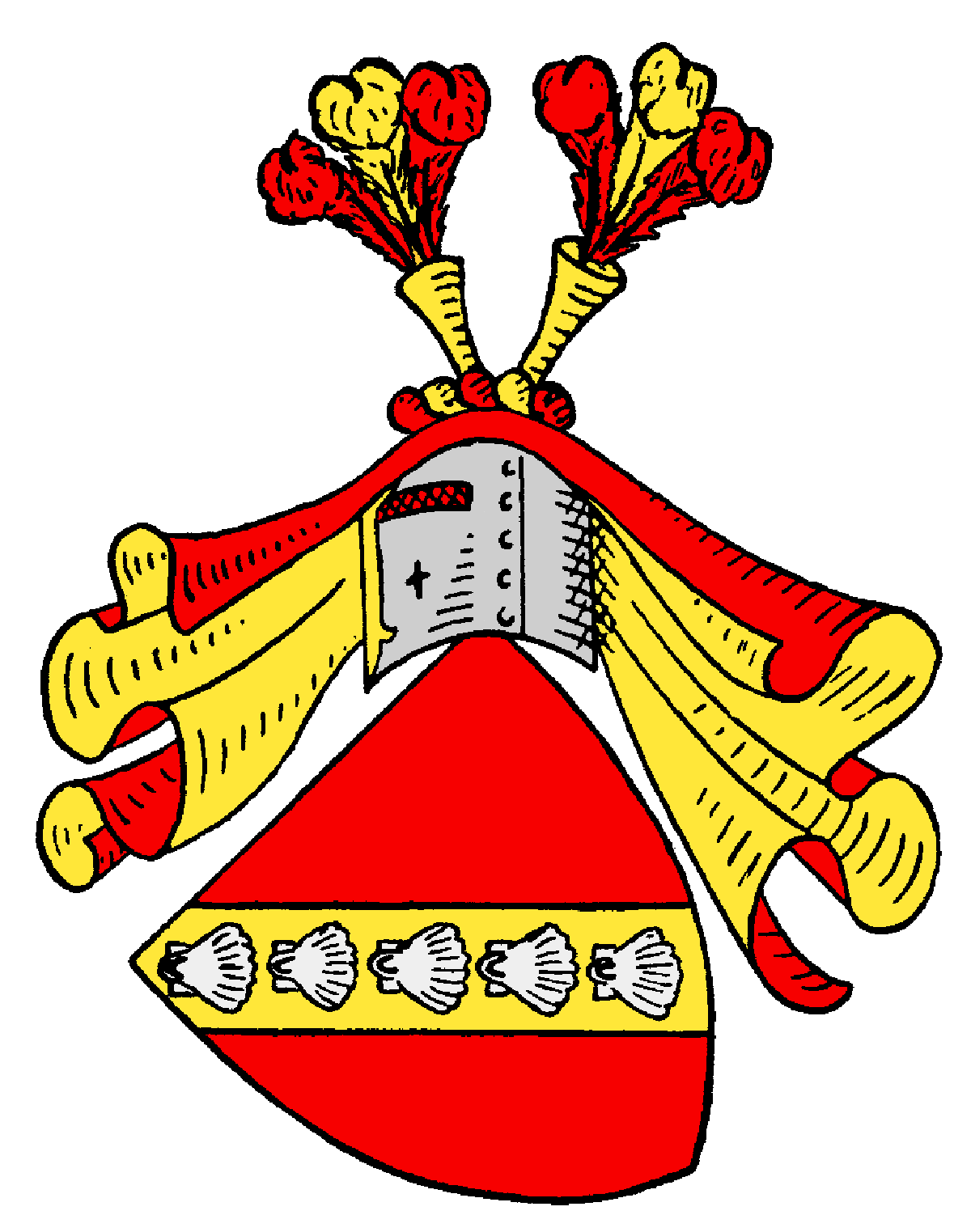
Armoiries de la famille von Petersdorff (Poméranie).

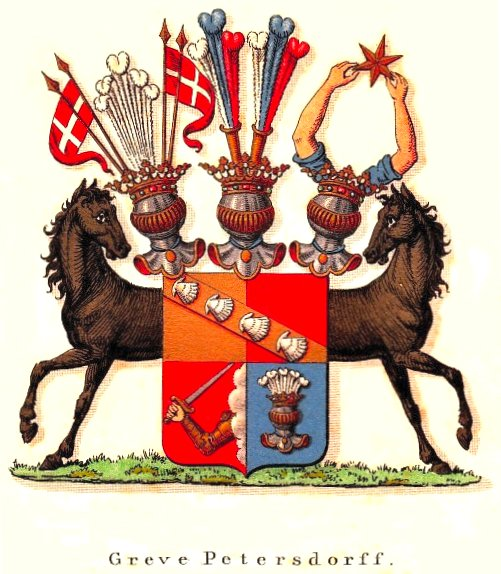
Armoiries comtales (1810) von Petersdorff (Poméranie).

### Petersdorff de la Marche
Le blason montre un pignon argenté flottant (chevrons à deux traverses) en noir. Sur le casque avec des lambrequins noirs et argentés, un vol noir ouvert recouvert à droite de la figure du bouclier.

### Petersdorff de Poméranie
Le blason de la famille montre en rouge une barre droite oblique dorée recouverte de cinq coquillages naturels. Sur le casque avec des couvertures rouges et dorées, deux carquois de plumes dorées, chacune avec trois plumes d'autruche (rouge-or-rouge).
Les armoiries du comte (1810) sont divisées ; au sommet de l'écu , divisé entre l'or et le rouge, se trouve une barre oblique droite dorée recouverte de quatre coquilles d'argent (basées sur les armoiries de la famille) ; fendu en bas, à droite en rouge émergeant de nuages naturels sur le bord gauche un bras d'épée blindé d'or, à gauche en bleu un spangenhelm couronné d' or, équipé de six plumes d'autruche. Trois casques sans couvertures : à droite cinq plumes d'autruche d'argent entre quatre drapeaux rouges (Danebrog) marqués d'une croix d'argent sur des lances d'or ; au milieu deux carquois dorés, chacun avec trois plumes d'autruche (argent-bleu-rouge) (basées sur le casque des armoiries de la tribu), à gauche deux bras naturels en croissance vêtus de courtes manches bleues, tenant ensemble un doré étoile . Porte-bouclier : deux coursiers noirs.

## Personnalités
- Hans von Petersdorff (1585–1667), conseiller privé et 1627 en tant que capitaine de cavalerie et envoyé du Mecklembourg à Wallenstein en Bohême
- Georg Ernst von Petersdorff (1630-1710), administrateur d'arrondissement mecklembourgeois, juge du tribunal et gouverneur officiel de Lübz et Crivitz
- Hans Georg von Petersdorff (de) (1642–1707), proviseur 1682–1693 à l'abbaye de Dobbertin[11]
- Eggert Christian von Petersdorff (de) (1707-1783), lieutenant général prussien
- Jobst Ludwig von Petersdorff (de) (1708-1788), colonel polonais à la cour de Varsovie pour le roi Auguste de Pologne
- Friedrich von Petersdorff (de) (1775–1854), major prussien du corps libre Lützow et lieutenant général prussien
- Friedrich von Petersdorff (1789–1862), major prussien, conseiller, citoyen d'honneur de Colberg[12]
- Ludwig von Petersdorff (de) (1826-1889), lieutenant général prussien
- Ernst von Petersdorff (1841-1903), lieutenant général prussien
- Axel von Petersdorff (1861-1933), lieutenant général allemand
- Herman von Petersdorff (1864-1929), historien et archiviste allemand
- Herbert von Petersdorff (1881-1964), nageur allemand
- Horst von Petersdorff (de) (1892-1962), officier allemand, commandant de brigade SA et commandant de Freikorps dans les États baltes
- Winand von Petersdorff-Campen (de) (né en 1963), journaliste allemand
- Dirk von Petersdorff (de) (né en 1966), érudit littéraire et écrivain allemand